# Geraldine Somerville
Geraldine Somerville (* 19. Mai 1967 im County Meath, Irland; geboren als Geraldine Margaret Agnew-Somerville) ist eine irische Schauspielerin.

## Leben
Die Tochter eines Finanzexperten, dem Baron Sir Quentin Charles Agnew-Somerville, und einer Antiquitätenhändlerin, Hon Lady April Agnew-Somerville, bekam bereits im Alter von sechs Jahren Tanzunterricht und wurde mit acht Jahren in ein Internat in Tring, Hertfordshire, eingeschult. Dort erhielt sie Ballettunterricht, verließ diese Schule allerdings bereits im Alter von 16 Jahren. Sie führte ihren Unterricht in London weiter und beendete im Jahr 1989 die Guildhall Drama School. Nach einiger Zeit des Theaterspielens erschien sie in diversen Episoden der Fernsehserien Poirot und Casualty (1993), bevor sie eine Hauptrolle in der Fernsehserie Cracker (Für alle Fälle Fitz) mit Robbie Coltrane erhielt. Geraldine Somerville spielte in allen Harry-Potter-Filmen Harry Potters Mutter Lily. 2007 stellte sie in der Filmbiografie Daphne die Schriftstellerin Daphne du Maurier dar.
Somerville ist adliger Abstammung und entfernt mit dem britischen Königshaus verwandt; sie legte jedoch ihren Doppelnamen ab und verkürzte ihren Namen auf Geraldine Somerville. Die Schauspielerin hat eine ältere Schwester, die gemeinsam mit ihrem Gatten im australischen Regenwald ein Restaurant führt, und einen jüngeren Bruder, der in Hongkong arbeitet. Im Dezember 1995 heiratete sie William Osbourne-Young. Im Mai 2002 bekam das Paar seinen ersten Sohn, Casper, 2004 seinen zweiten, Arthur, und 2007 eine Tochter, Rose.

## Filmografie (Auswahl)
- 1990: Casualty (Fernsehserie, 1 Episode)
- 1991: Das schwarze Samtgewand (The Black Velvet Gown)
- 1991: Schließe meine Augen, begehre oder töte mich (Close My Eyes)
- 1993–1995: Für alle Fälle Fitz (Cracker; Fernsehserie, 23 Folgen)
- 1993: The Bill (Fernsehserie, 1 Folge)
- 1993: Agatha Christie’s Poirot (Fernsehserie, 1 Folge)
- 1994: Liebe und andere Geschäfte (A Business Affair)
- 1995: Haunted – Haus der Geister (Haunted)
- 2001: Gosford Park
- 2001: Harry Potter und der Stein der Weisen (Harry Potter and the Philosopher’s Stone)
- 2002: Harry Potter und die Kammer des Schreckens (Harry Potter and the Chamber of Secrets)
- 2002: Gefährliche Nähe (Re-inventing Eddie)
- 2004: Harry Potter und der Gefangene von Askaban (Harry Potter and the Prisoner of Azkaban)
- 2005: Harry Potter und der Feuerkelch (Harry Potter and the Goblet of Fire)
- 2005: Jericho – To Murder and Create (Miniserie, 1 Episode)
- 2006: Sixty Six
- 2007: Daphne (Fernsehfilm)
- 2007: Harry Potter und der Orden des Phönix (Harry Potter and the Order of the Phoenix)
- 2007: Inspector Lynley (The Inspector Lynley Mysteries, Fernsehserie, 1 Folge)
- 2009: Harry Potter und der Halbblutprinz (Harry Potter and the Half-Blood Prince)
- 2011: Harry Potter und die Heiligtümer des Todes – Teil 2 (Harry Potter and the Deathly Hallows – Part 2)
- 2012: My Week with Marilyn
- 2012: Titanic (Miniserie, 4 Episoden)
- 2014: Grace of Monaco
- 2014: The Riot Club
- 2014: Automata (Autómata)
- 2014: Der Pathologe – Mörderisches Dublin (Quirke, Miniserie, 2 Folgen)
- 2015: New Tricks – Die Krimispezialisten (New Tricks, Fernsehserie, 2 Folgen)
- 2016: Gerichtsmediziner Dr. Leo Dalton (Silent Witness, Fernsehserie, 2 Episoden)
- 2016: Kids in Love
- 2017: The Hippopotamus
- 2017: Prime Suspect 1973 (Miniserie, 5 Episoden)
- 2017: Goodbye Christopher Robin
- 2018: Kiss Me First (Miniserie, 4 Episoden)
- 2019: The Gentlemen
- 2019: Christmas in the Highlands
- 2023: Fair Play

## Auszeichnungen
- Für alle Fälle Fitz: Nominierung für den BAFTA-Award für die beste Fernsehdarstellerin
- Gosford Park: Critics Choice Award Bestes Ensemble
- Gosford Park: Florida Film Critics Circle Award Bestes Ensemble
- Gosford Park: Online Film Critics Society Award Bestes Ensemble
- Gosford Park: Screen Actors Guild Award Bestes Ensemble